# Vắc-xin virus Zika
Một loại vắc-xin virus Zika đã được thiết kế để ngăn ngừa các triệu chứng và biến chứng của nhiễm virus Zika ở người. Vì nhiễm virus Zika ở phụ nữ mang thai có thể dẫn đến dị tật bẩm sinh ở trẻ sơ sinh, vắc-xin sẽ cố gắng bảo vệ chống lại hội chứng Zika bẩm sinh trong thời gian hiện tại hoặc bất kỳ đợt bùng phát nào trong tương lai. Kể từ tháng 4 năm 2019, không có vắc-xin nào được chấp thuận cho dùng lâm sàng, tuy nhiên một số vắc-xin hiện đang được thử nghiệm lâm sàng. Mục tiêu của vắc-xin virus Zika là tạo ra các kháng thể bảo vệ chống lại virus Zika để ngăn ngừa nhiễm trùng và bệnh nặng. Những thách thức trong việc phát triển một loại vắc-xin an toàn và hiệu quả bao gồm hạn chế các tác dụng phụ như hội chứng Guillain-Barré, hậu quả tiềm tàng của nhiễm virus Zika. Ngoài ra, do virus sốt xuất huyết có liên quan chặt chẽ với vi-rút Zika, vắc-xin cần giảm thiểu khả năng tăng cường phụ thuộc kháng thể của nhiễm vi-rút sốt xuất huyết.

## Vắc xin DNA
Kể từ ngày 31 tháng 3 năm 2017, vắc-xin DNA đã được phê duyệt cho thử nghiệm lâm sàng giai đoạn 2 ở người. Vắc-xin này bao gồm một plasmid DNA mã hóa các protein E và PrM tạo nên lớp vỏ protein bên ngoài của virion Zika. Dựa trên nền tảng trước đây được sử dụng để phát triển vắc-xin virus West Nile, vắc-xin DNA được thiết kế để lắp ráp các hạt protein bắt chước virus Zika và kích hoạt phản ứng miễn dịch của cơ thể người.

## Vắc-xin bất hoạt tinh khiết (ZPIV)
Một loại vắc-xin bất hoạt đã được tinh chế hiện đang được phát triển bởi Viện nghiên cứu quân đội Walter Reed. Vắc-xin này dựa trên cùng một công nghệ được sử dụng để phát triển vắc-xin chống lại vi-rút viêm não Nhật Bản. Vì vắc-xin ZPIV chứa các hạt Zika bất hoạt, vi-rút không thể sao chép và gây bệnh ở người. Các nhà nghiên cứu của Quân đội Hoa Kỳ đã đồng ý cho phép Sanofi phát triển công nghệ, nhưng cuộc biểu tình tại Quốc hội đã dừng liên doanh. Kết quả ban đầu tại Trung tâm y tế Beth Israel Deaconess và tại các bệnh viện khác liên quan đến các thử nghiệm lâm sàng sớm được coi là có triển vọng.